# Kiahan
Kiahan (脚絆), anche Kyahan, era una componente ausiliaria dell'armatura giapponese. Si trattava di una calza/fascia che il bushi indossava sul polpaccio nudo e sulla quale andava poi a fissare lo schiniere (suneate).

Nell'uso moderno, il vocabolo è passato ad indicare, in lingua giapponese, le ghette.